# 莫夫尼基
50°39′27″N 24°7′34″E / 50.65750°N 24.12611°E
莫夫尼基（烏克蘭語：Мовники），是烏克蘭的村落，位於該國西部沃倫州，由沃洛德米爾區負責管轄，始建於1555年，面積1.4平方公里，海拔高度186米，2001年人口606，人口密度每平方公里432.9人。